# Сухумский дендропарк
Сухумский Дендропарк расположен в восточной части города Сухуми в Абхазии. Он был заложен в конце XIX века костромским лесопромышленником Николаем Смецким, памятник которому установлен в глубине парка. Здесь собраны растения со всего земного шара, более 850 видов. Причем на местную флору приходится не более 1 %.
Мягкий, влажный климат региона позволяет выращивать здесь растения практически со всего мира. Настоящей изюминкой и главной достопримечательностью парка являлась первая в СССР аллея южноамериканских слоновых пальм. Сейчас дендропарк находится в несколько заброшенном состоянии из-за недостатка финансирования.